# Hermann-Josef Tebroke

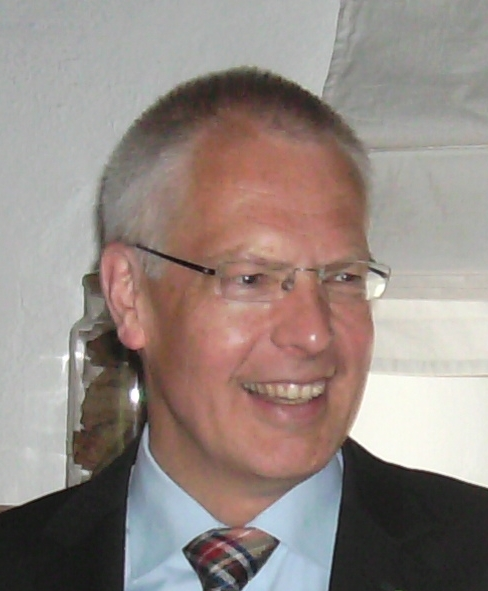
Hermann-Josef Tebroke (2013)

Hermann-Josef Tebroke (* 19. Januar 1964 in Rhede, Westfalen) ist ein deutscher Betriebswirt und Politiker der CDU.

## Jugend und Ausbildung
Tebroke wuchs als ältestes von fünf Kindern in Bocholt-Stenern im westlichen Münsterland auf. Dort ging er von 1970 bis 1974 in die Liebfrauen-Grundschule. Von 1974 bis 1983 besuchte er das private St. Josef-Gymnasium der Kapuziner in Bocholt, an dem er die Allgemeine Hochschulreife erwarb.

## Akademische Laufbahn
Ab 1983 belegte er ein Studium der Betriebswirtschaftslehre an der Universität Münster, das er 1988 als Diplom-Kaufmann abschloss. Von 1986 bis 1987 war dabei er als studentische Hilfskraft am Lehrstuhl für Betriebswirtschaftslehre der Universität Münster beschäftigt. Parallel dazu begann Tebroke 1984 ein Studium der katholischen Theologie und beendete es mit dem Vordiplom 1986.
Von 1988 bis 1992 war Tebroke wissenschaftlicher Mitarbeiter am Lehrstuhl für Finanzwirtschaft der Universität Münster. Dort promovierte er 1992 zum Dr. rer. pol., seine Dissertation trug den Titel „Größe und Fusionserfolg von Genossenschaftsbanken: eine theoretische und empirische Analyse der Auswirkungen von Betriebsgröße und fusionsbedingter Betriebsgrößenerweiterung auf die Ergebnisstruktur von Kreditgenossenschaften“.
In den Jahren 1992 bis 1998, arbeitete er als wissenschaftlicher Assistent an der Universität Münster am Lehrstuhl für Finanzierung und an der Universität Augsburg am Lehrstuhl für Finanz- und Bankwirtschaft. Hier habilitierte er sich mit einer Arbeit zum Thema „Maßgrößen und Einflussfaktoren der Performance von Kreditinstituten“.
Von 1998 bis 1999 hatte er Lehraufträge und Lehrstuhlvertretungen an den Universitäten in Augsburg und Münster. Eine Professur für Allgemeine Betriebswirtschaftslehre an der HWP/Hamburger Universität für Wirtschaft und Politik folgte 1999 bis 2001. Im Anschluss hatte er bis 2004 die Professur für Betriebswirtschaftslehre, insbesondere Finanzwirtschaft und Bankbetriebslehre an der Universität Bayreuth inne.

## Kommunalpolitik
Hermann-Josef Tebroke ist seit 2004 Mitglied der CDU und wurde im gleichen Jahr zum hauptamtlichen Bürgermeister von Lindlar im Oberbergischen Kreis gewählt. Bei seiner Wahl konnte er 60,5 % der Stimmen auf sich vereinigen. 2009 gewann er die Wiederwahl mit über 80 % der Stimmen.
Am 20. November 2011 wurde Tebroke zum Landrat des Rheinisch-Bergischen Kreises gewählt. Bei seiner Wahl erhielt er bei historisch niedriger Wahlbeteiligung 51 % der Stimmen. Am 1. Januar 2012 trat er sein Amt an, für das er bis Ende 2017 gewählt war, welches er kurz vor Ende der fünfjährigen Amtszeit zugunsten seines Bundestagsmandates jedoch abgab.
Seit dem 9. November 2021 ist Tebroke Kreisvorsitzender der CDU im Rheinisch-Bergischen Kreis.

## Bundespolitik
Bei der Bundestagswahl 2017 er als Kandidat der CDU für den Bundestagswahlkreis Rheinisch-Bergischer Kreis an. Mit 40 % der Erststimmen wurde er als Mitglied des Deutschen Bundestages direkt gewählt. Damit wurde er Nachfolger von Wolfgang Bosbach. Infolgedessen gab er sein Amt als Landrat im Oktober 2017 auf. Im 19. Deutschen Bundestag war Tebroke ordentliches Mitglied im Finanzausschuss. Darüber hinaus gehörte er als stellvertretendes Mitglied dem Ausschuss für Familie, Senioren, Frauen und Jugend und dem Ausschuss für Verkehr und digitale Infrastruktur an. Bei der Bundestagswahl 2021 wurde er erneut direkt gewählt. Bei der Bundestagswahl 2025 kandidierte er nicht erneut.

## Mitgliedschaften
- Vorsitzender des Katholischen Arbeitskreis für Familienerholung e. V. und der Bundesarbeitsgemeinschaft Familienerholung[9]
- Leiter des katholischen Verbands ND – Christsein.heute und Vorsitzender des ND-KMF e. V.[10]
- Arbeitsgemeinschaft Kommunalpolitik der CDU/CSU-Bundestagsfraktion
- Parlamentskreis Mittelstand der CDU/CSU-Bundestagsfraktion
- Ordentliches Mitglied im Ausschuss für Finanzen[3]
- Ordentliches Mitglied im Ausschuss für Familie, Senioren, Frauen und Jugend[3]
- Stellvertretendes Mitglied im Ausschuss für Verkehr und digitale Infrastruktur[3]

## Persönliches
Tebroke ist katholisch, seit 1988 verheiratet und wohnt in Lindlar. Er hat vier Kinder, eine Tochter und drei Söhne, sowie ein Enkelkind.